# The Sims Online
The Sims Online, abreviado de TSO, foi um jogo on-line e de mundo virtual massivo e bastante interativo baseado na série The Sims. Foi lançado em 17 de dezembro de 2002, e amargurou no fracasso comercial e muitos problemas com a comunidade. Em 31 de Julho de 2008 o jogo foi oficialmente encerrado.

## Desenvolvimento
Após o estrondoso sucesso de The Sims, a EA resolveu levar a série a um mundo virtual online onde milhares de jogadores de todo o mundo jogariam juntos, interagindo entre si e construindo uma comunidade virtual. Lançado no final de 2002 com muita expectativa teve boa receptividade no primeiro ano. Era necessário além de comprar o jogo em mídia física, pagar uma mensalidade de U$29,90 para participar, com uma avaliação gratuita de 30 dias.
Pela falta de inovação e eventos na comunidade cruciais para um jogo massivo sobreviver, The Sims Online perdeu muitos assinantes que não viam grandes atrativos em jogar a versão online.
O lançamento de The Sims 2 ofuscou ainda mais o jogo, e em 2005 pouco mais de 10 mil assinantes mantinham conta ativa.
A EA abandonou a manutenção de servidores, deixando a comunidade morrer por conta própria. Os poucos assinantes tornaram as coisas ainda mais difíceis aos novatos, inflacionando a economia e praticando delitos. Havia prostituição, roubos de propriedades e badernas constantes. A falta de policiamento por parte dos moderadores fez do ambiente uma terra sem lei com pornografia e linguajar obsceno.
Com a popularização de Second Life que foi lançado em 2003, popular mundo virtual totalmente em 3D, The Sims Online foi ainda mais ofuscado.
No início de 2008 a EA tentou reformular o jogo com o nome EA LAND e totalmente gratuito para jogar, a ideia no começo foi empolgante para Electronic Arts, mas o jogo amargou no fracasso e foi cancelado semanas depois, a EA anunciou o fim definitivo encerrando o jogo em 1º de Agosto de 2008.

## Funcionamento
The Sims Online tinha o aspecto isométrico de The Sims original. Os jogadores se conectavam a servidores que representavam lugarejos com vizinhança, comércio e possibilidade de trabalho e sociabilização.
Cada morador de Sims Online recebia uma casa mobiliada e com objetos. Para comprar mais casas, móveis e novos objetos (incluindo roupas) era preciso esperar o mês seguinte e receber sua cota de dinheiro, os simoleons. Era possível trabalhar e ganhar mais dinheiro e até alugar casas e vender objetos.
Além de ter que administrar o personagem como na série original, suprindo necessidades como fome e higiene o jogador tinha que ainda se sociabilizar batendo papo com outros jogadores. Isso aumentava o índice de diversão e sociabilidade.
Era possível também casar com direito a ter filhos. O casal assumia o comando da criança em modos alternados. Era possível ter até 3 filhos, e eles tinham várias restrições como andar pela vizinhança e comercializar.
Locais públicos como restaurantes e boates podiam ter festas com os jogadores se reunindo em massa. Era uma ótima oportunidade de arrumar um namoro e futuro cônjuge, além de fazer amizades.

## Projeto FreeSO
Em 2014, a FreeSO anunciou o remake do jogo usando C # e Monogame. Em 2015 começaram os play-tests, para aqueles que quisessem ver o desenvolvimento do jogo e dar suas respectivas sugestões. Em 2016 o jogo estava em fase final de testes e desenvolvimento para ser lançado online, em 6 de janeiro de 2017, a versão beta foi lançada. Infelizmente, a alta demanda de jogadores, especialmente brasileiros, superlotaram o servidor do jogo causando um atraso no lançamento, posteriormente o jogo foi relançado com servidores maiores. Atualmente, o jogo conta com vários jogadores espalhados pelo mundo, especialmente no Brasil, no entanto o servidor Global BETA foi lançando semanas depois e está ativo para todos os jogadores com moderadores profissionais, simpáticos e uma comunidade cheia de diversidade de todo o mundo tendo como lingua oficial o Inglês. O website oficial para se registar é https://freeso.org/

## Requisitos mínimos
Para jogar The Sims Online era preciso no mínimo:
- Pentium III ou Athlon com 500 MHz ou superior
- 128 MB de RAM
- 1.6 GB de espaço livre no disco rígido
- Placa de vídeo com 8 MB de memória
- Modem para conexão discada ou banda larga
- Windows XP com DirectX 8.1 ou maior.

## Variações Posteriores
Lançado em 2 de dezembro de 2003, The Sims Bustin 'Out contou com um jogo on-line muito semelhante ao The Sims Online, exclusivo para o PlayStation 2 que tem conexão com a internet, a versão que permitia aos jogadores jogar online e conversar com um teclado USB. Esse jogo foi encerrado no mesmo dia que The Sims Online (nomeado como EA LAND) em 1 de agosto de 2008. Em 2008, os principais desenvolvedores do The Sims Online que haviam deixado Maxis (após o renomeio para EA LAND) fundaram e lançaram um clone livre do The Sims Online chamado TirNua, que é completamente livre para jogar e baseada em navegador. O jogo ainda funciona até hoje. Lançado em 18 de setembro de 2007 MySims apresentava um modo de jogo on-line destinado a crianças mais jovens para PC, o servidor foi encerrado em 26 de novembro de 2011.
Na E3 de 2011 a Electronic Arts anunciou o The Sims Social, um jogo que funcionaria no Facebook em Flash Player que foi lançado em 11 de agosto de 2011 com um modelo totalmente diferente do The Sims Online e os demais jogos da série, desenvolvido pela Playfish e Eletronic Arts, o jogo tem um estilo de desenho diferente da série original, mas também em 2D, e foi oficialmente encerrado em 2013, também por falta de jogadores, juntamente com o SimCity Social e Pet Society.

## Prêmios
- E3 2002 Game Critics Awards: Melhor Jogo de Simulação
- IAA 2002: Melhor jogo multijogador massivo online (MMOs)Referências

1. 1 2  «'EA Land' closing just weeks after debut». CNET (em inglês)
2. ↑  «EA encerra SimCity Social, The Sims Social e Pet Society | Tecnoblog». Tecnoblog (em inglês). 15 de abril de 2013